# Copper Beech
Copper Beech, född 25 april 2001 i Tyskland, är en tysk varmblodig travhäst. Han tränades och kördes av Conrad Lugauer.
Copper Beech tävlade åren 2004–2013 och sprang in 5,6 miljoner kronor på 100 starter varav 30 segrar, 14 andraplatser och 11 tredjeplatser. Han inledde karriären i april 2004 och tog sin första seger redan i debutloppet. Han tog karriärens största segrar i Bronsdivisionens final (nov 2006), Prix des Gobelins (2008), Grote Prijs der Giganten (2008), Gulddivisionens final (feb 2010) och Olympiatravet (2010). Han kom även på tredjeplats i Sweden Cup (2008) och Prix Jean-René Gougeon (2009) samt på fjärdeplats i Oslo Grand Prix (2010) och Hugo Åbergs Memorial (2010).